# Ana Maria Goulart de Azevedo
Ana Maria Goulart de Azevedo Tozzi (1956) es una botánica, curadora y profesora brasileña.
En 1977, obtuvo una licenciatura en Historia natural, por la Universidad Estatal de Campinas; y, también por la UNICAMP, tanto la maestría en Biología Vegetal, defendiendo la tesis: El género Desmodium Desv. en Brasil: consideraciones taxonómicas, en 1981; y, el doctorado, defendiendo la tesis: Estudios taxonómicos de los géneros Lonchocarpus Kunth y Deguelia Aubl. en Brasil en 1989.
Es investigadora de la Universidad Estatal de Campinas, UNICAMP, como profesora. Tiene experiencia en el área de botánica, con énfasis en taxonomía de fanerógamas, trabajando principalmente en la sistemática de leguminosas.

## Algunas publicaciones
- juliana santos-Silva, marcelo f. Simon, ana m. goulart de Azevedo. 2013. Pollen diversity and its phylogenetic implications in ser. Benth. (Leguminosae, Mimosoideae). Grana (Estocolmo) 52: 1-11
- rubens t. Queiroz, ana m. goulart de Azevedo, gwilym p. Lewis. 2013. Seed morphology: an addition to the taxonomy of Tephrosia (Leguminosae, Papilionoideae, Millettieae) from South America. Plant Systematics and Evol. 299: 459-470
- l.c.p. Lima, r.o. Vanni, l.p. Queiroz, ana m.g. Azevedo. 2012. An overlooked new species of Desmodium (Fabaceae, Papilionoideae) from Argentina. Phytotaxa 40: 55-59
- m.j. Silva, l.p. Queiroz, ana m.g. Azevedo, g.p. Lewis, a.p. Souza. 2012. Phylogeny and biogeography of Lonchocarpus sensu lato and its allies in the tribe Millettieae (Leguminosae, Papilionoideae). Taxon 61: 93-108
- r. Schütz Rodrigues, andréa Macêdo Corrêa, eliana Forni-Martins, ana maria Goulart de Azevedo Tozzi. 2009. Números cromossômicos em espécies de Acosmium Schott e Leptolobium Vogel (Leguminosae, Papilionoideae)
- ------------------------------, -----------------------------------. 2009. Revisão taxonômica de Acosmium Schott (Leguminosae, Papilionoideae, Sophoreae)). Acta Botanica Brasilica 23 (1): 164-174
- ------------------------------, -----------------------------------. 2008. Reinstatement of the name Leptolobium Vogel (Leguminosae, Papilionoideae, Sophoreae). Taxon 57 (3): 980-984
- ------------------------------, -----------------------------------. 2008. Systematic relevance of seedling morphology in Acosmium, Guianodendron, and Leptolobium (Leguminosae, Papilionoideae). Brittonia 60 (3): 287–296
- ------------------------------, -----------------------------------. 2007. Morphological analysis and re-examination of the taxonomic circumscription of Acosmium (Leguminosae, Papilionoideae, Sophoreae). Taxon 56 (2): 439-452
- ------------------------------, ana maria Goulart de Azevedo Tozzi. 2006. Guianodendron, a new genus of Leguminosae from South America. Novon 16 (1): 130-133

### Capítulos de libros
- LIMA, H. C. TOZZI, A. M. G. A. FORTUNA-PEREZ, A. P. FLORES, A. S. VAZ, A. M. S. F. KLITGAARD, B. B. CARDOSO, D.B.O.S. FILARDI, F.R. GARCIA, F. C. P. LEWIS, G. P. IGANCI, J.R.V MEIRELES, J. E. Valls, J.F.M. LIMA, L. Queiroz, L.P. SILVA, M.J. MORIM, M. P. M.J.F.BARROS, QUEIROZ, R. T. FORTUNATO, R. T. PENNINGTON, R. MIOTTO, S. T. S. MOURA, T. M. DUTRA, V.F. MANSANO, V. F. , et al. 2010. Fabaceae (Leguminosae). En: Stehmann, J.R.; Forzza, R.C.; Salino, A.; Sobral, M.; Da Costa, D.P.; Kamino, L.H.Y. (orgs.) Plantas da Floresta Atlântica. Río de Janeiro: Jardim Botânico do Rio de Janeiro, pp. 259-283
- QUEIROZ, L.P. ; CARDOSO, D.B.O.S. ; CONCEICAO, A. S. ; SOUZA, E.R. ; TOZZI, A. M. G. A. ; FORTUNA-PEREZ, A. P. ; SILVA, M.J. ; MANSANO, V. F. 2009. Leguminosae. En: Giulietti, A.M.; Rapini, A.; Andrade, M.J.G.; Queiroz, L.P. & Cardoso Silva, J. M. (orgs.) Plantas raras do Brasil. Belo Horizonte: Conservação Internacional, Universidad Estadual de Feira de Santana pp. 212-237
- POLHILL, R. M. ; TOZZI, A. M. G. A. ; FLORES, A. S. 2001. Crotalarieae. En: F. A. Bisby; J. L. Zarucchi; Y. R. Roskov; B. D. Schrire; J. Heald; R. J. White. (orgs.) CD-ROM. Legumes of the world. Reading: ILDIS, The Univ. of Reading
- ADEMA, F. A. C. D. ; SCHRIRE, B. D. ; TOZZI, A. M. G. A. 2001. Millettieae. En: Frank A. Bisby; James L. Zarucchi; Yuri R. Roskov; Brian D. Schrire; J. Heald; Richard J. White (orgs.) CD-ROM. Legumes of the world. Reading: ILDIS, The Univ. of Reading

### Revisiones de ediciones
- 2007, Periódico: Novon (Saint Louis)[4]

## Membresías
- de la Sociedad Botánica del Brasil,[5] y miembro del Directorio, y subtesorera[2][6]
- de la International Association for Plant Taxonomy (IAPT)[2]